# Willa Augusta Lentza w Szczecinie
Willa Lentza – zabytkowa willa znajdująca się przy al. Wojska Polskiego 84 w Szczecinie.

## Historia willi
Wzniesiona w latach 1888–1889 w eklektycznym stylu II Cesarstwa według projektu Maxa Drechslera dla Augusta Lentza (1830–1895), dyrektora Szczecińskiej Fabryki Wyrobów Szamotowych (Stettiner Chamotte Fabrik Aktien Gesellschaft). W 1899 roku właścicielem willi stała się jego córka – Margareta Tegeder. W 1911 roku willę nabył Wilhelm Doring. W latach trzydziestych XX w. właścicielem willi stało się miasto Szczecin. Z willi korzystało NSDAP oraz wojsko (w czasie drugiej wojny światowej użytkownikiem willi był Trzeci Zwiadowczy Pułk Lotnictwa). Przez pierwsze dwa powojenne lata willę zajmowały wojska radzieckie, a w latach 1947–49 znajdowała się tu delegatura administratury apostolskiej Kościoła katolickiego z siedzibą w Gorzowie Wielkopolskim. W latach 1950–2008 willa należała do Pałacu Młodzieży. Po jego wyprowadzce przez pewien czas działała w niej instytucja „Szczecin 2016”, po jej likwidacji budynek wrócił w październiku 2011 roku do zasobów miasta i długo stał pusty. Wiosną 2018 roku rozpoczął się kompleksowy remont willi. 
Od 2021 roku w budynku funkcjonuje miejska instytucja kultury „Willa Lentza”.

## Opis willi
Elewacja w dolnej części pokryta okładziną ze śląskiego piaskowca, w górnej czerwoną cegłą klinkierową. Fasadę zdobi balkon z bocznymi kolumnami wykonanymi ze szwedzkiego granitu, podtrzymującymi masywny naczółek. Na parterze willi znajduje się dwukondygnacyjny hall z marmoryzacjami i stiukami, zdobione stiukami bawialnie oraz jadalnia z rzeźbionymi boazeriami. Na piętrze ulokowano pokój śniadaniowy z drewnianą wykładziną ścian i stropów, sypialnię pani i pana oraz pomieszczenie w stylu mauretańskim (pierwotnie była to łazienka przerobiona w 1912 roku na pokój mieszkalny). Wykładziny sufitowe i boazerię wykonały berlińskie firmy Vogt i S-ka oraz O. Völcker, sztukaterie Zeyer i Drechsler, marmoryzację ścian A. Detoma, niezachowane zaś polichromie malarz Hans Koberstein.
Po II wojnie światowej połączono znajdujące się na parterze pokoje pana, pani oraz salon tworząc salę teatralną.

## Galeria

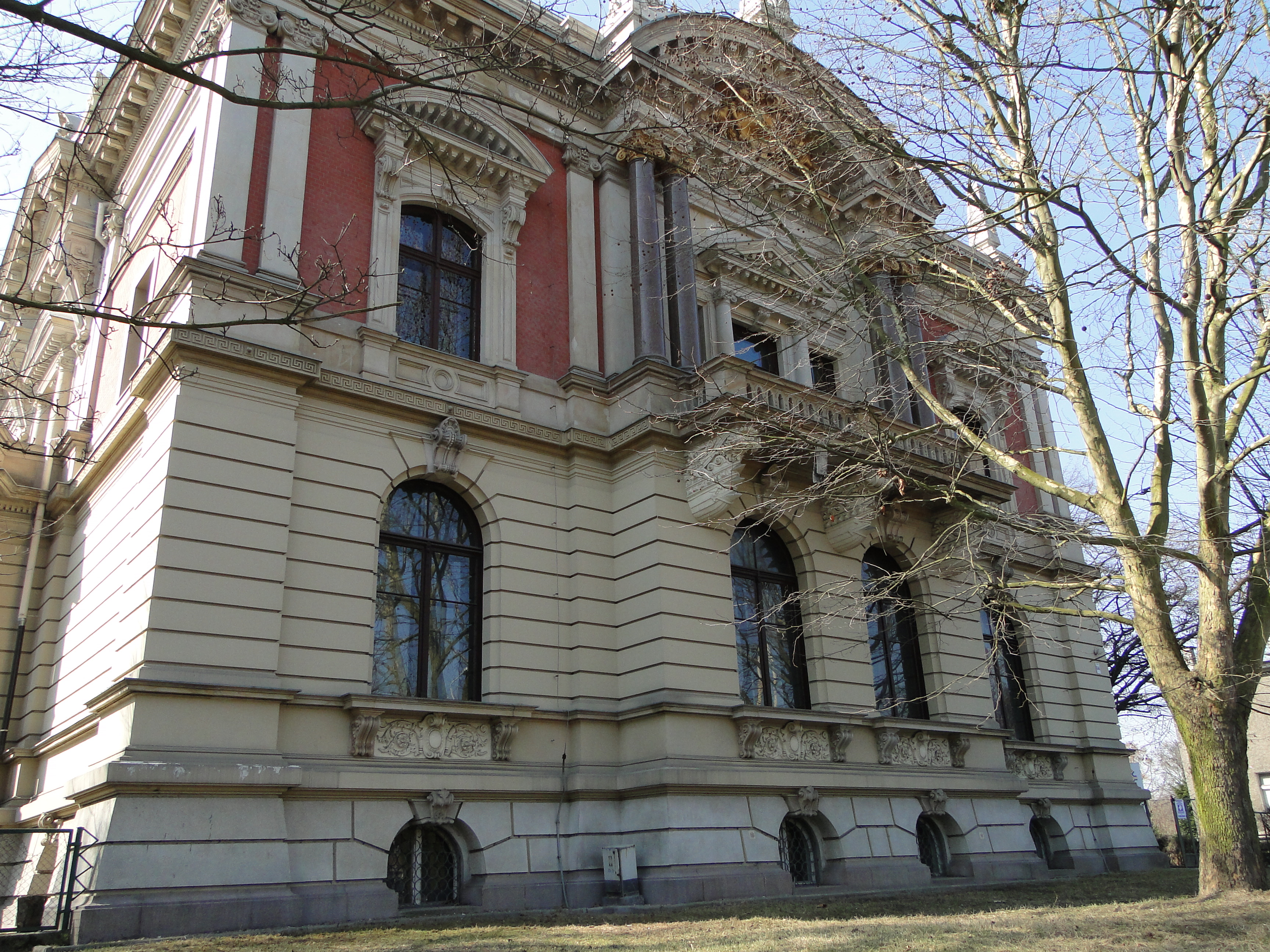
Fasada od strony ulicy
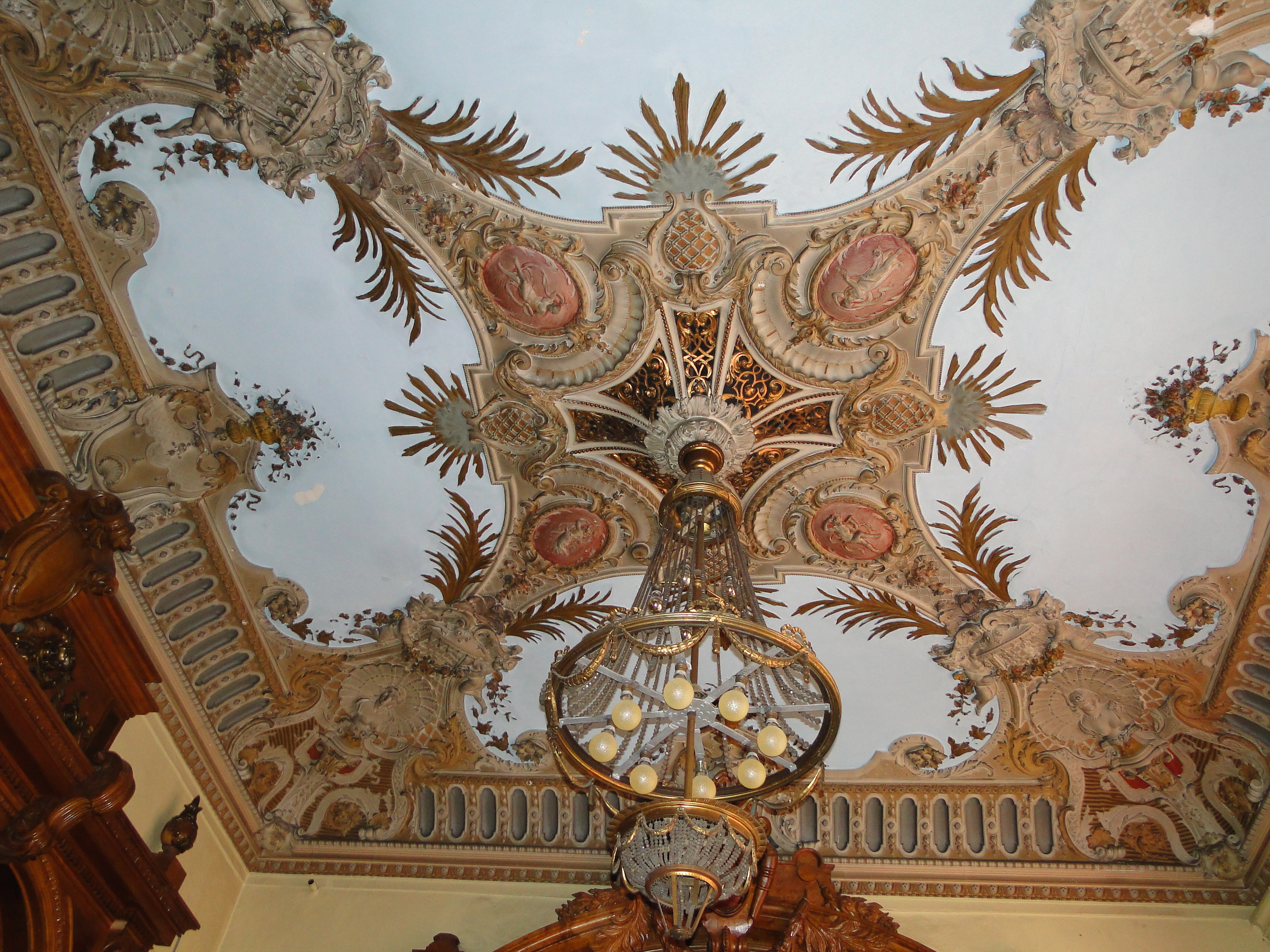
Strop bawialni
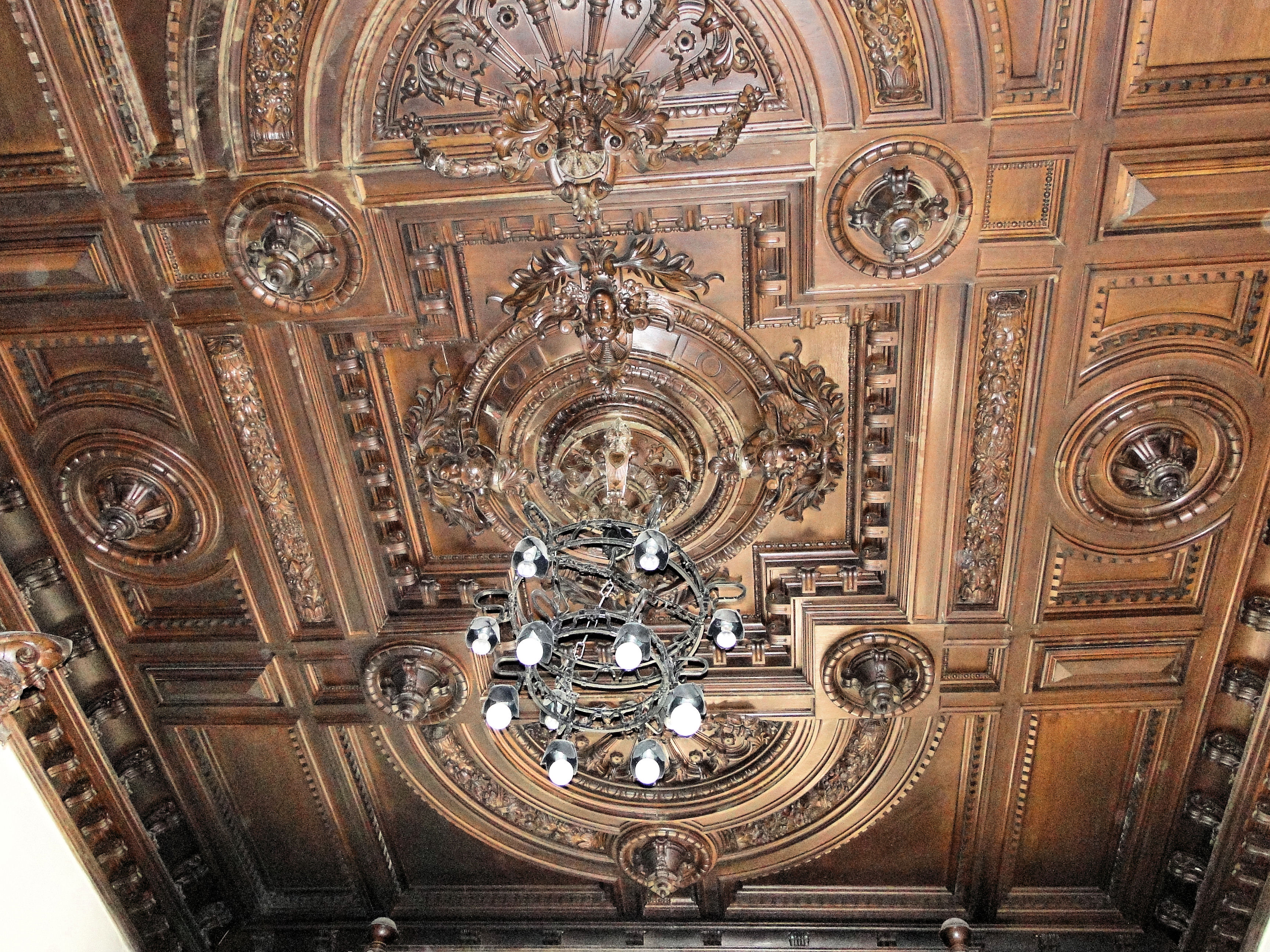
Strop jadalni
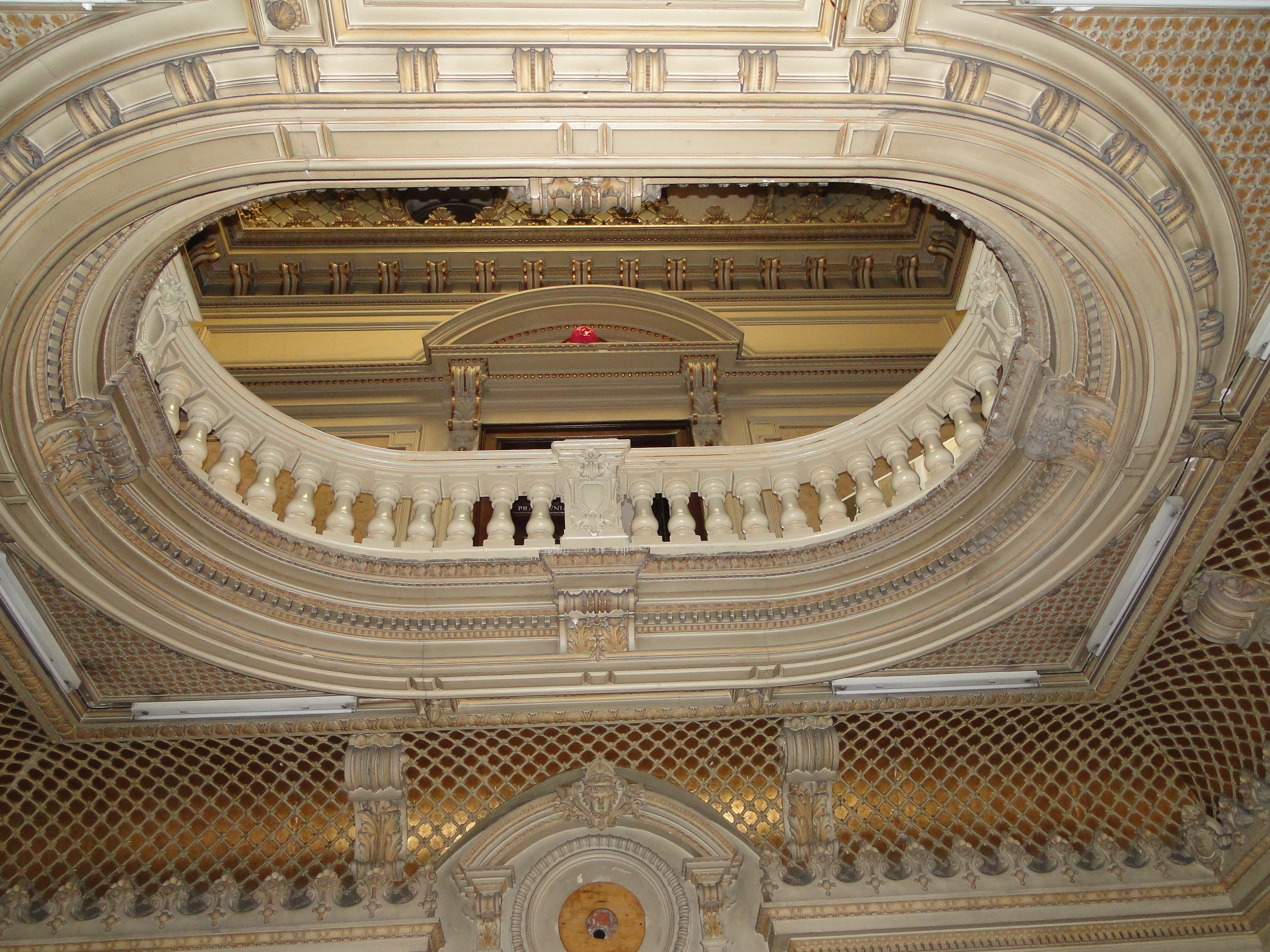
Strop holu
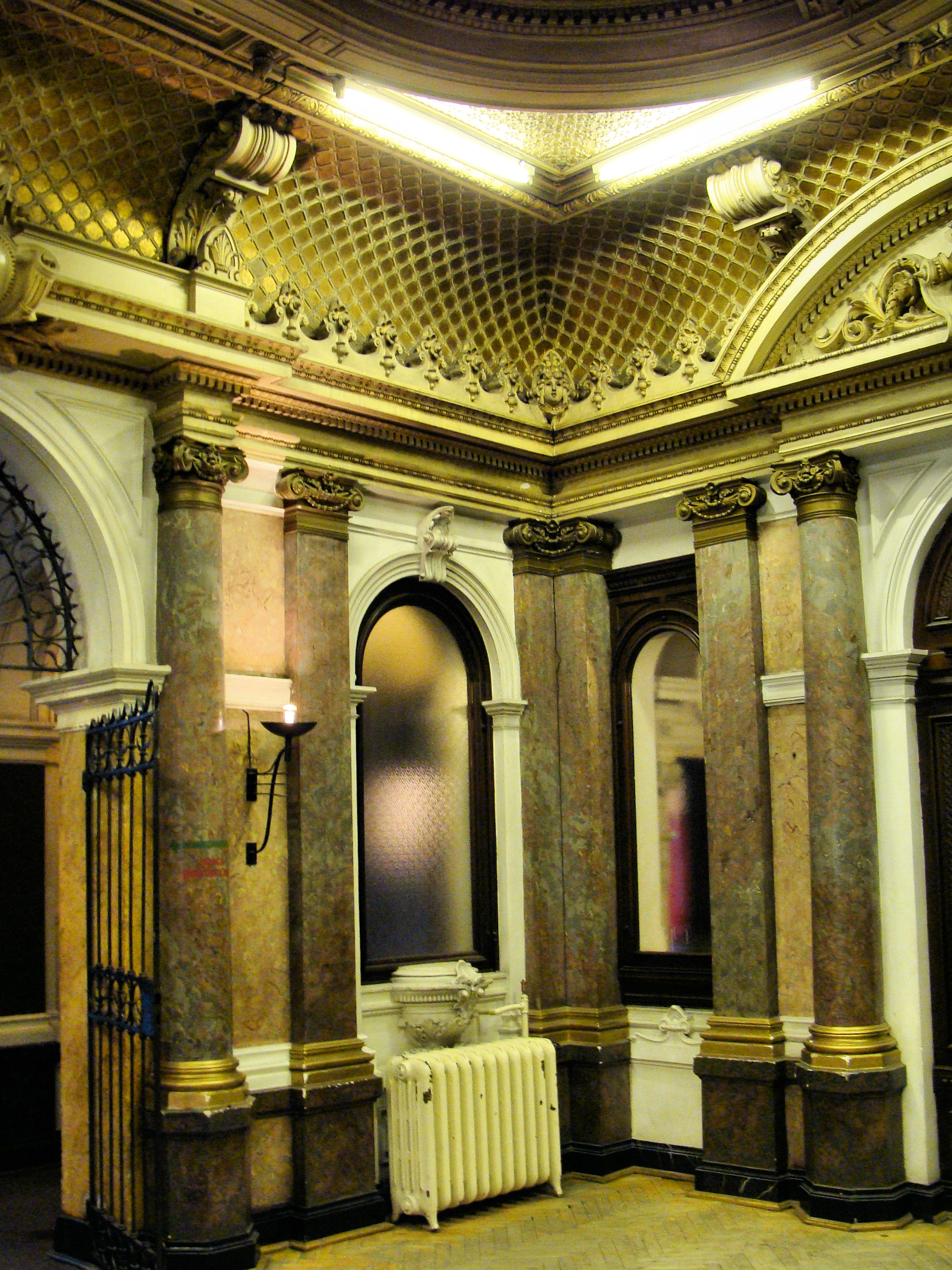
Holl
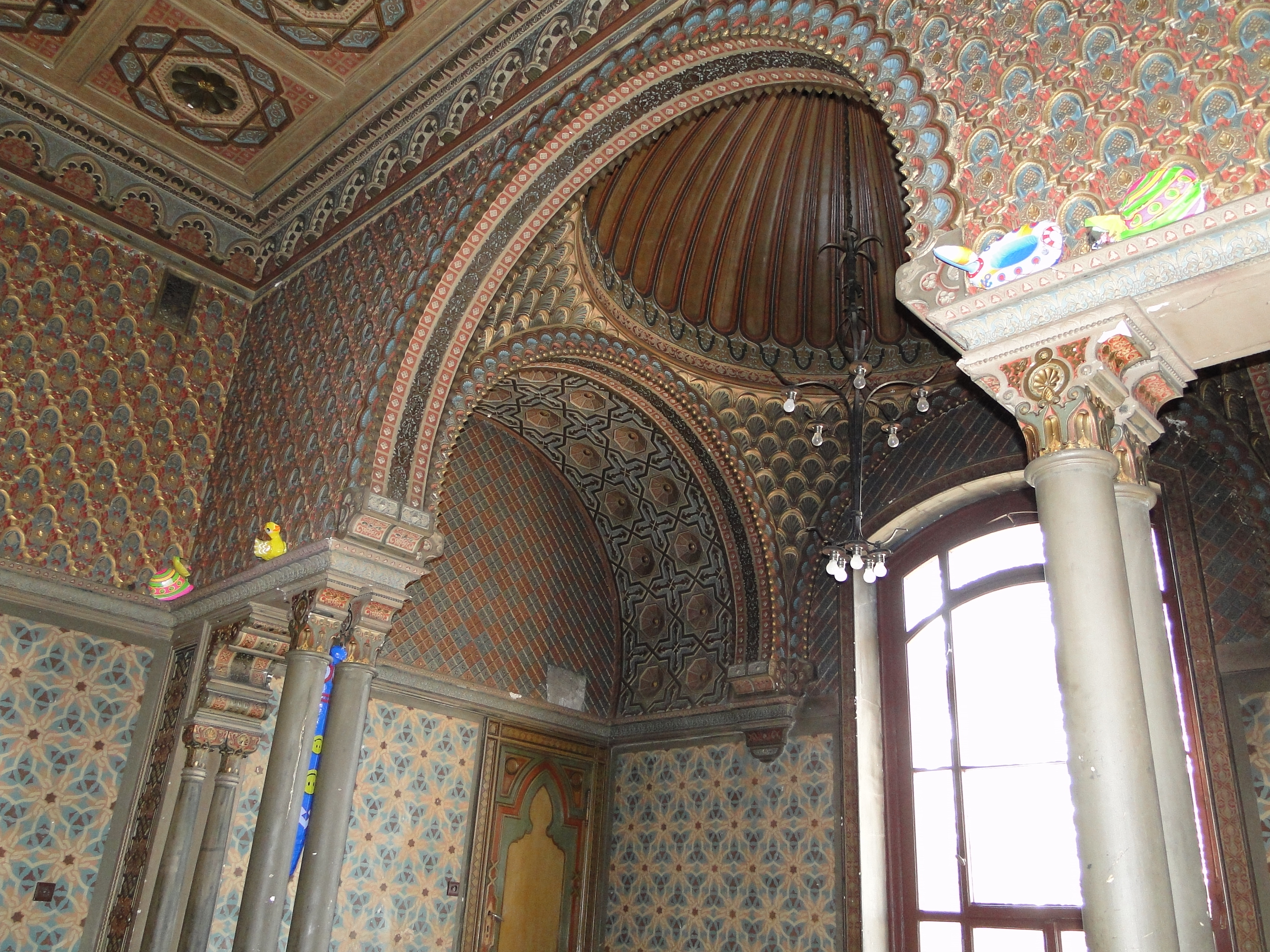
Pokój mauretański